# Bourdelles
Bourdelles é uma comuna francesa na região administrativa da Nova Aquitânia, no departamento da Gironda. Estende-se por uma área de 7 km². Em 2010 a comuna tinha 91 habitantes (densidade: 13 hab./km²).